# Japan Nuclear Energy Safety Organization
Die Japan Nuclear Energy Safety Organization (JNES, engl. „japanische Nuklearenergiesicherheits-Organisation“ für jap. 原子力安全基盤機構, genshiryoku anzen kiban kikō, etwa „Organisation für Kernenergiesicherheitsgrundlagen“) war eine Sachverständigenorganisation für die Sicherheit kerntechnischer Anlagen mit Sitz in Minato, Tokio. Sie wurde im Oktober 2003 eingerichtet und hat 432 Mitarbeiter, unter der Leitung von Katsuhiro Sogabe (Stand: April 2011). Sie ist als Selbstverwaltungskörperschaft unter Aufsicht des Wirtschaftsministeriums organisiert und arbeitet mit der japanischen Atomaufsichtsbehörde (NISA) zusammen.
2014 wurde sie zugunsten der neuen, dem Atomkraftregulierungsausschuss unterstellten Regulierungsbehörde aufgelöst.

## Aufgaben und Tätigkeit
Anders als die deutsche Gesellschaft für Anlagen- und Reaktorsicherheit und das französische Institut de Radioprotection et de Sûreté Nucléaire, die vor allem forschend und beratend tätig sind, ist die JNES auch direkt zuständig für die laufende Überprüfung und Überwachung von Nuklearanlagen und Atommülltransporten sowie den Betrieb von Notfall-Einsatzzentralen für Nuklearunfälle.
Die Organisation besteht aus elf Abteilungen mit folgenden Zuständigkeiten:
- Richtlinienplanung und Koordination
- Personal und Rechnungswesen
- Inspektion von Nuklearanlagen
- Notfallbereitschaft und Einsatzzentralen
- Erarbeitung von Sicherheitsstandards
- Sicherheit bei Verarbeitung und Transport radioaktiver Abfälle
- Erdbebensicherheit
- Überwachung des nuklearen Brennstoffkreislaufs, insbesondere der Wiederaufarbeitungsanlage Rokkasho
- Überwachungstätigkeiten an der Westküste (Niederlassung Fukui)
- Öffentlichkeitsarbeit
- Internationale Programme und Zusammenarbeit

Die JNES betreibt das Asian Nuclear Safety Network (ASNS), eine ostasiatische Kooperation für nukleare Sicherheit, und das japanische Ausbildungszentrum des Information System on Occupational Exposure (ISOE), einer Kooperation von Nuclear Energy Agency und Internationaler Atomenergie-Organisation für den Strahlenschutz von Kernkraftwerksmitarbeitern.

## Nuklearkatastrophe von Fukushima
Die Notfalleinrichtungen der JNES erwiesen sich während der schweren Unfälle im Kernkraftwerk Fukushima I im März 2011 als nutzlos. Ein automatisches Berichtssystem für Daten des Kernkraftwerks fiel bereits bei Eintreffen des Tsunami aus. Die Einsatzzentrale in der Nähe des Kraftwerks musste nach wenigen Tagen geräumt werden, weil sie nicht gegen das Eindringen radioaktiver Stoffe geschützt war. Auch der Strom war zeitweise ausgefallen; der vorhandene Notstromgenerator funktionierte nicht. Nachforschungen des Fernsehsenders NHK ergaben, dass bei fast allen JNES-Einsatzzentralen Schutzvorrichtungen gegen radioaktive Kontamination fehlten.
Im weiteren Verlauf unterstützte die Organisation die NISA bei der Unfalluntersuchung, unter anderem mit Berechnungen der radioaktiven Emissionen.